# Xã Casner, Quận Jefferson, Illinois
Xã Casner (tiếng Anh: Casner Township) là một xã thuộc quận Jefferson, tiểu bang Illinois, Hoa Kỳ. Năm 2010, dân số của xã này là 1.239 người.